# Король Лир
«Коро́ль Лир» (англ. King Lear) — трагедия Уильяма Шекспира. Написана в 1605—1606 годах и впервые поставлена на сцене в день св. Стефана в 1606 г. Впервые напечатана в 1608 (первое кварто), 1619 (неофициальное и схожее с первым второе кварто) и 1623 гг. (первое инфолио, сильно отличающееся от обоих кварто). Основой сюжета трагедии было предание о короле Леире, разделившем своё королевство между двумя дочерьми и затем изгнанном из страны и потерявшем рассудок вследствие политических интриг.
Пьеса была написана в ту эпоху, когда в английском обществе наблюдались перемены: старая феодальная аристократия теряла власть и богатство, при этом пытаясь возродить прежние порядки. После реставрации Стюартов пьесу часто цензурировали в силу довольно мрачных и депрессивных тонов, в которых изображена монархия, но с XIX в. она признана одним из лучших произведений Шекспира. Писателями из разных стран пьеса названа одной из ста лучших произведений для составления Всемирной библиотеки Норвежского книжного клуба. Пьеса очень часто ставилась и экранизировалась в разных странах мира с момента написания.

## Персонажи
- Лир, король Британии
- Король Французский
- Герцог Бургундский
- Герцог Корнуэльский (Корнуол)
- Герцог Альбанский (Олбени)
- Граф Кент
- Граф Глостер
- Эдгар, сын Глостера
- Эдмунд, побочный сын Глостера
- Куран, придворный
- Старик, арендатор у Глостера
- Врач
- Шут
- Освальд, дворецкий Гонерильи
- Офицер на службе у Эдмунда
- Придворный из свиты Корделии
- Герольд
- Слуги Корнуола

Дочери Лира:
- Гонерилья
- Регана
- Корделия

Рыцари из свиты Лира, офицеры, гонцы, солдаты и придворные

## Сюжет

### Акт первый

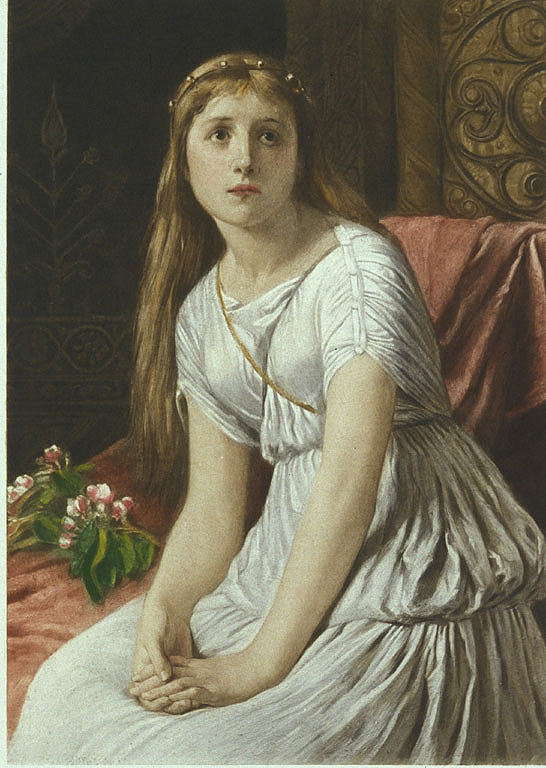
Корделия. Картина Уильяма Ф. Йимза (1888)

В Британии в IX веке до н. э. легендарный король Лир на склоне лет решает удалиться от дел и разделить своё королевство между тремя дочерьми. Для определения размеров их частей он просит каждую из них сказать, как сильно она его любит. Старшая, Гонерилья, высказывается первой, льстиво заявляя о своей любви к отцу. Тронутый лестью, Лир отдаёт Гонерилье её долю сразу после речи, даже не выслушав её сестёр. Далее он просит высказаться Регану и дарует ей также треть королевства. Когда же приходит черёд высказаться младшей и самой любимой дочери — Корделии, — она отказывается говорить («Ничего, милорд»), объясняя, что она не умеет «высказываться вслух», честно и прямо заявляя, что любит его «как долг велит, не больше и не меньше» и что передаст часть любви своему будущему мужу. Разгневанный отец отрекается от младшей дочери и делит её наследство пополам между старшими дочерьми.
Граф Глостер и граф Кент замечают, что таким образом королевство оказывается пополам разделённым между владениями герцогов Олбени (мужа Гонерильи) и Корнуола (мужа Реганы). Кент заступается за Корделию. Взбешённый протестом графа Кента, Лир прогоняет его из страны. Затем Лир вызывает к себе герцога Бургундского и короля Французского, которые ранее оба сватались к Корделии. Узнав, что Корделия лишена приданого, герцог Бургундский отказывается от своего предложения, но короля Французского впечатляет её честность, и он женится на ней, несмотря ни на что. Короля Французского шокирует решение Лира по отношению к дочери, «которая недавно была кумиром, верхом совершенств, любимицей отца». В то же время Глостер рассказывает своему побочному сыну Эдмунду про изгнание Кента.

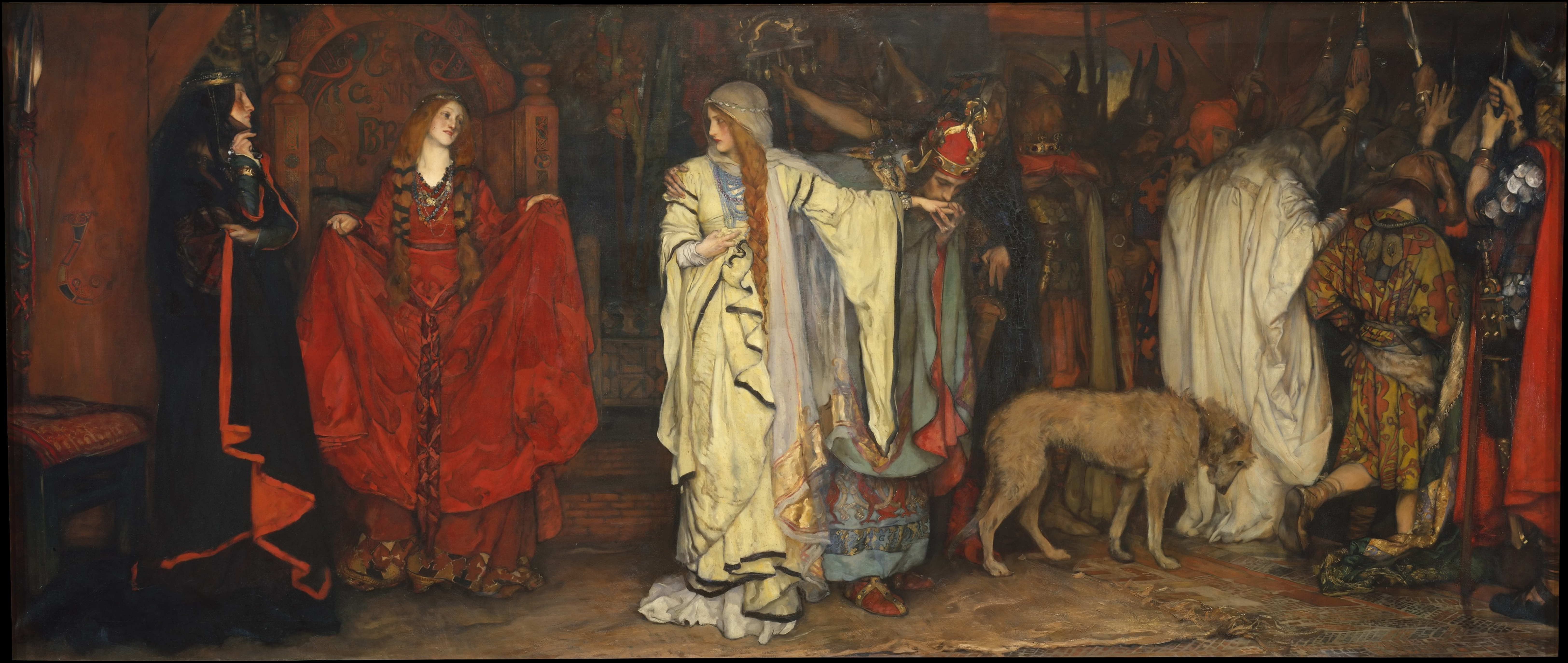
Король Лир: Прощание Корделии. Эдвин Остин Эбби

Отрёкшийся от престола Лир объявляет, что отныне будет жить по очереди у Гонерильи и у Реганы, наездами. Он сохраняет себе свиту в составе ста рыцарей, которую должны содержать его дочери. Гонерилья и Регана в частных беседах проговариваются, что их признания в любви к отцу были лживыми и что они считают Лира глупым стариком.
Тем временем внебрачный сын Глостера Эдмунд, недовольный своим незаконным статусом, оговаривает своего законного единокровного брата Эдгара. Он показывает отцу подложное письмо, убеждая его в том, что Эдгар планирует узурпировать власть в графстве. Когда Лир гостит у Гонерильи и её мужа Олбени, к ним приезжает переодетый изгнанник граф Кент, назвавшийся Каем, 48 лет, и Лир нанимает его к себе в слуги. Лир с Кентом телесно наказывают Освальда, дворецкого Гонерильи, за дерзость. Лир узнаёт, что теперь, когда Гонерилья наделена властью, она более не уважает его. Она приказывает ему сократить численность его свиты, бесчинствующей в её замке. Разъярившись, Лир уезжает гостить в замок к Регане. Шут упрекает Лира в глупости раздела королевства между Реганой и Гонерильей и предсказывает, что отношение к нему со стороны Реганы будет не лучше.

### Акт второй
От придворного Курана Эдмунд узнаёт, что между Олбени и Корнуолом намечается война и что этим вечером в замок Глостеров прибудут Регана с её мужем Корнуолом. Пользуясь этим известием и внушив брату Эдгару, что отец собирается его убить, Эдмунд велит ему бежать из замка и ранит себя в руку. Увидев рану и убегающего Эдгара, Глостер убеждается в нечестивости законного сына. Он лишает Эдгара наследства и объявляет его в розыск.
Кент, отправленный к Регане сообщить о прибытии к ней Лира, по дороге вечером останавливается у Глостера, передаёт письмо Корнуолам и снова встречает там Освальда, также доставившего письмо от Гонерильи. Кент снова наносит ему телесные повреждения и в наказание за это Регана и Корнуол сажают его в колодки у Глостера. Когда к Глостеру приезжает Лир, он негодует при виде своего гонца в колодках, а Регана при встрече с отцом оказывается не менее дерзкой, чем Гонерилья. Лир взбешён, но бессилен. Прибывает Гонерилья и встаёт на сторону Реганы. Лир всецело отдаётся своей ярости. В паре со своим шутом он обрушивается на своих неблагодарных дочерей с разглагольствованиями и уезжает. Глостер намекает, что это жестоко — изгонять старика из замка в ненастную ночь. Лир распускает свою свиту из ста рыцарей, которую дочери отказываются обеспечивать, и в дороге его сопровождает лишь верный шут и Кент. Избегая ареста, Эдгар также скрывается в шалаше, притворяется сумасшедшим «бедным Томом».

### Акт третий

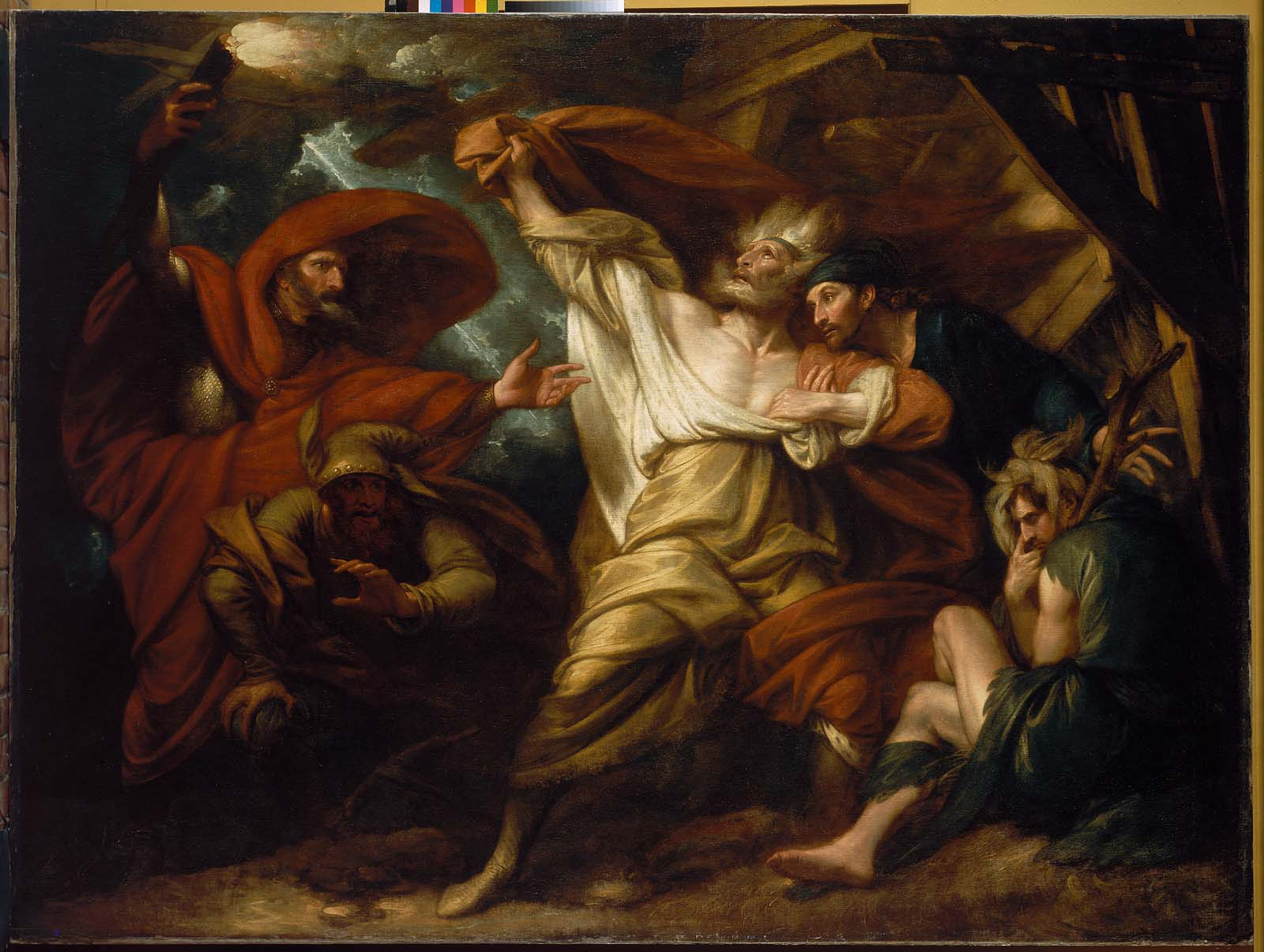
Король Лир. Бенджамин Уэст, 1788.

Кент приводит изгнанников в шалаш, в котором живёт Эдгар. Эдгар произносит бессмысленные речи в ответ проклинающему своих дочерей и постепенно сходящему с ума Лиру. Ведя бессмысленные диалоги, они находят взаимопонимание.
В степи Кент также доверяет одному из расходящихся придворных секрет, что французская армия уже высадилась в Британии с целью восстановить Лира на троне, и отправляет его в Дувр с известием для Корделии, а сам будет присматривать за королём Лиром. Тем временем, Эдмунд узнаёт, что Глостеру известно о готовящемся вторжении Франции в Британию, и он жалуется на него Корнуолу, Регане и Гонерилье. Когда Эдмунд уезжает вместе с Гонерильей, чтобы предупредить Олбени о вторжении, приходит сообщение, что Глостер пойман. Корнуол, подстрекаемый Реганой, вырывает у него глаза. После вырывания первого глаза за Глостера заступается слуга, который смертельно ранит Корнуола мечом. Корнуол вырывает второй глаз Глостера, а Регана убивает слугу, раскрывает Глостеру, что его выдал сын Эдмунд, и изгоняет его, слепого, в степь.

### Акт четвёртый
В степи Глостеру помогает сын Эдгар, который, однако, выдаёт себя за сумасшедшего, и ослеплённый граф не узнаёт своего сына по изменённому голосу. Глостер просит отвести его к утёсу в Дувре, чтобы спрыгнуть с него в пучину. Гонерилья обнаруживает, что Эдмунд намного более привлекателен ей, чем её законный муж Олбени, которого она считает трусом. У Олбени просыпается совесть: обращение сестёр с Лиром и Глостером ему начинает казаться отвратительным, и он осуждает свою жену. Гонерилья отсылает Эдмунда обратно к Регане. Получив же известие о смерти Корнуола, она боится, что её овдовевшей сестре также может приглянуться Эдмунд, и отправляет Освальда с письмом для него. Кент приводит Лира к лагерю французской армии под командованием Корделии. Лир находится в полоумном и шоковом состоянии после перенесённых невзгод. Подстрекаемый Реганой, Олбени объединяет свои войска с её армией против французов. Подозрения Гонерильи относительно Эдмунда и Реганы подтверждаются и оказываются взаимными. Регана перехватывает письмо Гонерильи Эдмунду и передаёт сестре через Освальда устное послание, что она сама больше подходит Эдмунду. Эдгар делает вид, что приводит Глостера на утёс, затем своим прежним голосом говорит ему, что тот чудом выжил при падении. Лир полностью теряет рассудок. Он кричит, что весь мир продажен, и убегает.
Освальд по-прежнему разыскивает Эдмунда, чтобы передать ему письмо Гонерильи. По приказу Реганы он также должен убить Глостера, но Эдгар защищает отца и убивает Освальда. В его карманах Эдгар находит письмо Гонерильи, в котором она подстрекает Эдмунда убить её мужа и взять её в жёны. Кент и Корделия заботятся о Лире, и его сумасшествие быстро проходит.

### Акт пятый

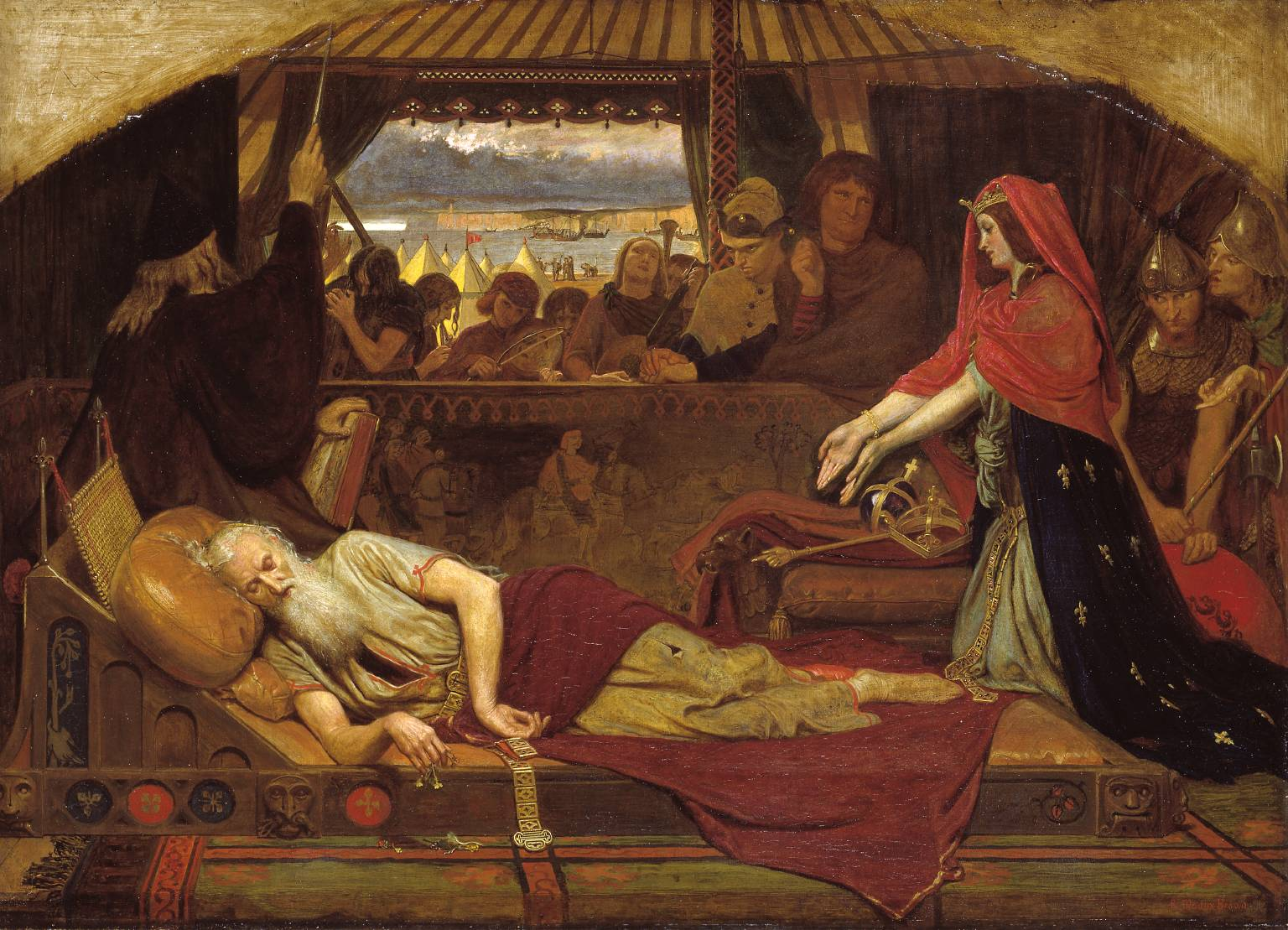
Форд Мэдокс Браун. Лир и Корделия

Регана, Гонерилья, Олбени и Эдмунд встречают их на поле боя. Олбени настаивает, чтобы в ходе битвы с французскими оккупантами Лир и Корделия не пострадали. Эдмунд обещает жениться и на Гонерилье, и на Регане. Он размышляет, как решить эту дилемму, и разрабатывает план убийства Олбени, Лира и Корделии. Эдгар же передаёт Олбени найденное письмо от Гонерильи. Армии встречаются на поле боя, британцы разбивают французов, и в ходе сражения Корделию и Лира берут в плен. Эдмунд подкупает офицера, чтобы тот убил пленных Лира и Корделию, изобразив самоубийство.
Победоносные лидеры британцев встречаются после битвы, и Регана объявляет всем, что они с Эдмундом решили вступить в брак. Олбени выводит Эдмунда и Гонерилью на чистую воду, открывая их злодеяния. Регане, отравленной Гонерильей, становится дурно, и её уводят, после чего она умирает. Эдмунд принимает вызов Олбени на поединок, но сражаться с Эдмундом вызывается его брат Эдгар, который скрывает свою личность и наносит сопернику смертельную рану. Олбени предъявляет Гонерилье письмо, которое должно было стать его смертным приговором, и она убегает от него со стыдом и негодованием. Эдгар раскрывает свою личность и рассказывает о гибели своего отца Глостера от шока и радости, когда он ему открылся.
Гонерилья совершает самоубийство, закалывая себя. Умирающий Эдмунд перед смертью желает сделать доброе дело — сорвать свой план по убийству Лира и Корделии. Олбени срочно отправляет людей отменить приказ Эдмунда, но Корделию спасти не успевают — она уже задушена. Лир убивает её палача и выходит из тюрьмы, держа на руках тело задушенной Корделии. Появляется Кент, и Лир узнаёт его. Олбени требует от Лира вернуться на престол, но Лир умирает от пережитых потрясений. Олбени призывает Кента и Эдгара помочь в восстановлении Британии после войны. Кент, преданно любивший короля, хочет последовать за ним (то есть умереть), но Олбени призывает Кента сначала последовать примеру Лира в долголетии.

## Первоисточники

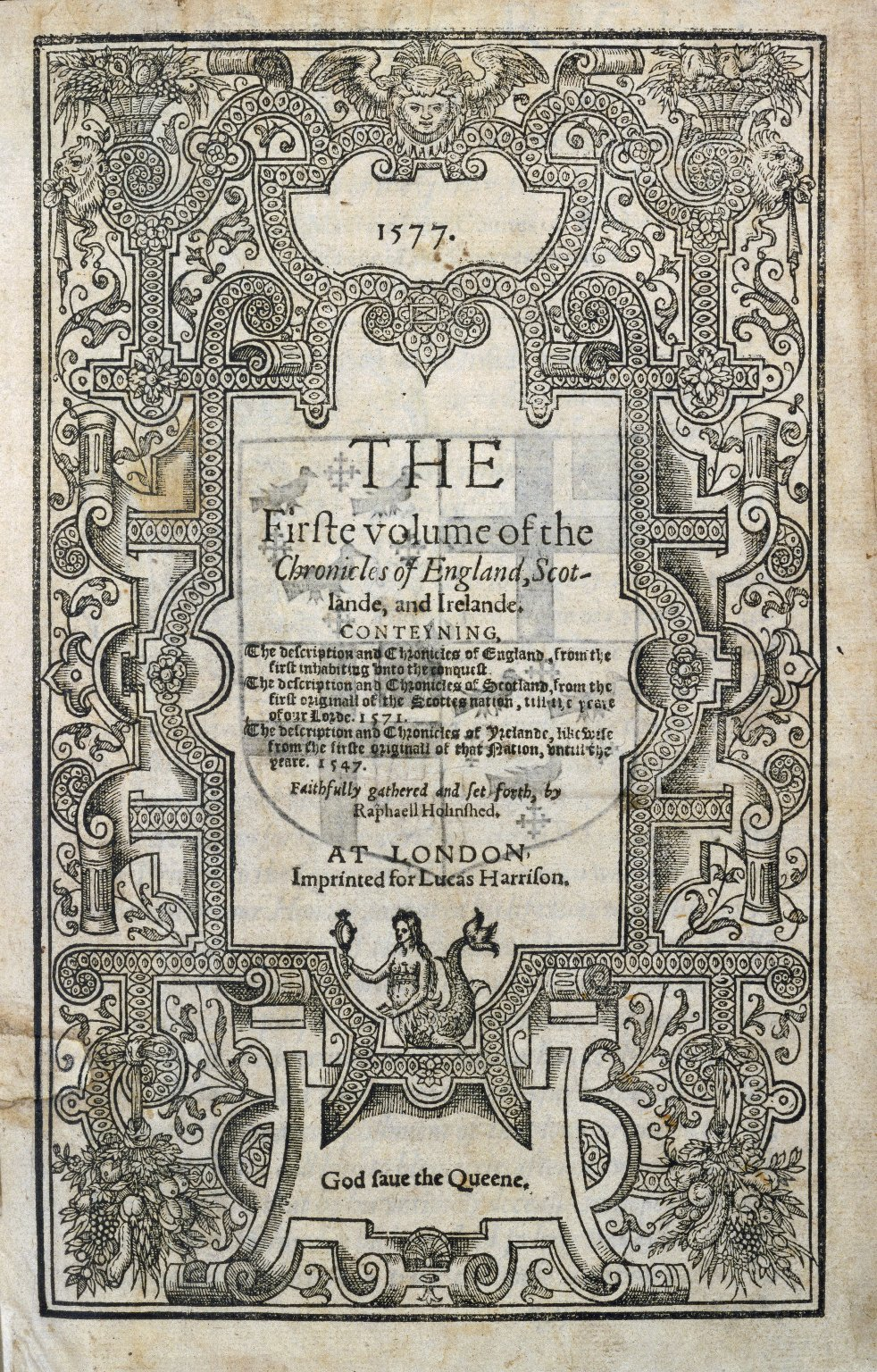
Первое издание «Хроник Англии, Шотландии и Ирландии» Рафаэля Холиншеда 1577 г.

Пьеса Шекспира основана на разных отрывках о полулегендарной бритской фигуре, Леире Британском, чьё имя ошибочно ассоциировалось с бритским богом Лиром / Ллиром, хотя в действительности их имена не связаны этимологически. Наиболее важным первоисточником для Шекспира могло быть второе издание «Хроник Англии, Шотландии и Ирландии» Рафаэля Холиншеда 1587 г. Сам же Холиншед нашёл эту историю в написанной в XII в. «Historia Regum Britanniae» Гальфрида Монмутского. В «Королеве фей» Эдмунда Спенсера 1590 г. также фигурирует персонаж по имени Корделия, которая также умирает от перелома шеи, как и в «Короле Лире».
Другими первоисточниками могут быть пьеса «Король Леир» неизвестного авторства (1605), «Зеркало для магистратов» Джона Хиггинса (1574), «Недовольный» Джона Марстона (1604), «Лондонский мот» (1605), «Опыты» Монтеня, переведённые на английский в 1603 г. Джоном Флорио, «Историческое описание острова Британии» Уильяма Харрисона (1577), «Посмертные произведения о Британии» Уильяма Кемдена (1606), «Альбионова Англия» Уильяма Уорнера (1589) и «Декларация о вопиющем жульничестве папистов» Сэмюеля Харснетта (1603), из которой было позаимствовано много речей Эдгара во время притворства безумным. Также, «Король Лир» — это литературный вариант известной народной сказки о любви к соли и воде (указатель народных сказок нумерует её как 923), в которой отец отвергает свою младшую дочь за сравнение её любви к нему с любовью к соли и воде.
Источником побочного сюжета о Глостере, Эдгаре и Эдмунде является сказка из сборника Филипа Сидни «Аркадия графини Пемброк» (1580—1590) про слепого пафлагонского царя и двух его сыновей Леонатоса и Плекситроса.

### Отличия от первоисточников

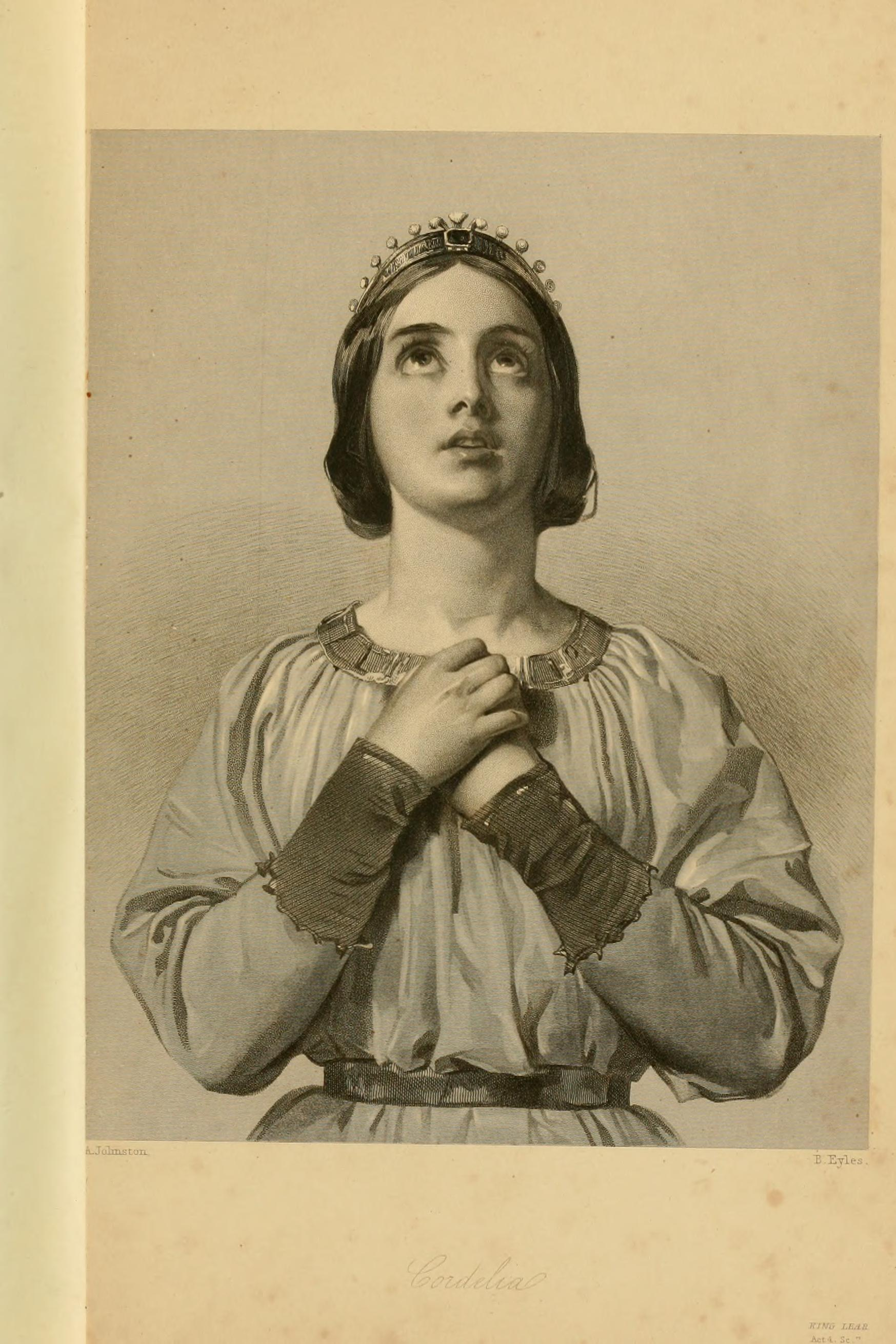
Корделия. Александр Джонстон (ок. 1894)

Абстрагируясь от побочного сюжета о графе Глостере и его сыновьях, главным нововведением Шекспира была смерть Корделии и Лира в конце; в версии Гальфрида Монмутского Корделия восстанавливает Лира на троне и наследует его престол после его смерти. В XVII в. трагическая концовка Шекспира сильно осуждалась и Наумом Тейтом была даже написаны альтернативные версии, в которых главные герои выживают, а Эдгар женится на Корделии (несмотря на то что ранее Корделия была отдана в замужество за короля Французского). Гарольд Блум замечает: «Версия Тейта держалась на сцене на протяжении 150 лет, пока Эдмунд Кин не восстановил трагическую концовку в 1823 г.»
Холиншед отмечает, что история имеет место во времена правления в Иудее царя Иоаса (IX в. до н. э.), — Шекспир же в оригинале избегает ссылки на царя, лишь указывая на времена до нашей эры.
Персонажи графа «Кая» Кента и шута полностью созданы Шекспиром для участия в диалогах с Лиром. Дворецкий Освальд, гонец Гонерильи, создан как аналогичное разъяснительное средство.
Шекспировский Лир и другие персонажи дают клятвы Юпитеру, Юноне и Аполлону. Хотя почитание римских богов в Британии формально является анахронизмом, о религии, существовавшей в Британии во времена короля Леира, ничего не известно.
Холиншед указывает личные имена герцогов Альбанского (Магланус) и Корнуэльского (Хеннинус) и галльского / французского вождя (Аганиппус). Шекспир же называет их лишь по титулам, а также меняет природу Олбени со злодейской на героическую, переписав безнравственные поступки Олбени на Корнуола. Магланус и Хеннинус гибнут в последней битве, но после них остаются сыновья Марган и Кунедаг. У Шекспира же Корнуола убивает его же слуга, пытаясь помешать вырыванию второго глаза графа Глостера, а Олбени остаётся одним из немногих выживших главных героев. Айзек Азимов предполагал, что эти изменения были вызваны тем, что титул герцога Олбани в 1606 г. носил принц Чарльз, младший сын благодетеля Шекспира, короля Якова. Однако это предположение безосновательно, так как старший сын Якова I, принц Генри, в это же время носил титул герцога Корнуолла.

## Датировка текста
Нет никаких прямых свидетельств того, что «Король Лир» был сначала написан, а затем поставлен на сцене, и наоборот. Предполагается, что он сочинён примерно между 1603 и 1606 годами. Запись в Реестре Компании торговцев говорит о его постановке перед Яковом I 26 декабря 1606 г. Начальная дата, 1603 год, основана на репликах Эдгара, состоящих из отрывков «Декларации вопиющего жульничества папистов» Сэмюеля Харснетта 1603 года. Значительной проблемой в датировке пьесы является связь «Короля Лира» и пьесы «Истинное летописное сказание о жизни и смерти короля Леира и его трёх дочерей», впервые опубликованной после её упоминания в Реестре Компании торговцев 8 мая 1605 г. Эта пьеса сильно повлияла на Шекспира, и его глубокое её изучение предполагает, что он имел именно её печатный экземпляр, что и говорит о дате написания своей пьесы в 1605—1606 гг. Фрэнк Кермод в «Риверсайдском Шекспире», наоборот, считает публикацию «Истинного сказания» ответом на постановки уже написанной Шекспиром пьесы и, отмечая сонет Уильяма Стрейчи, сходный с «Истинным сказанием», заключает, что идеальным компромиссом являются 1604—1605 гг.
Предполагается, что строка пьесы «Эти недавние затмения, солнечное и лунное» ссылается на феномен двух затмений, произошедших над Лондоном одно за другим: лунного 27 сентября 1605 г. и солнечного 12 октября 1605 г. Эта заметная пара событий разожгла много споров среди астрологов. Слова Эдмунда «Предсказания, о которых я прочёл», очевидно, намекают на опубликованные прогнозы астрологов, последовавшие после затмений. Это указывает на написание этих строк Акта первого уже после издания комментариев к затмениям.

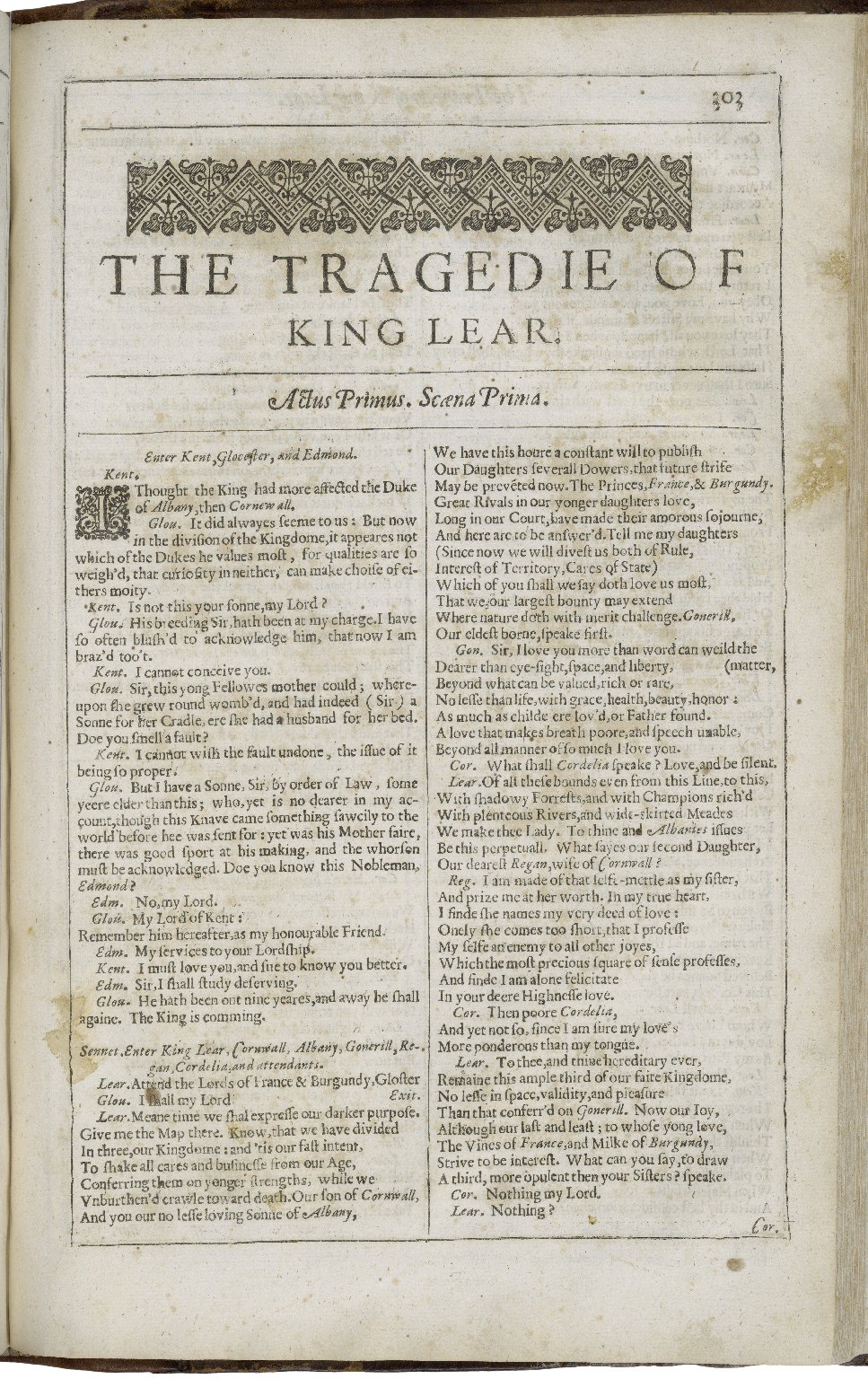
Первая страница «Короля Лира», отпечатанная во втором инфолио 1632 г.

Современный текст «Короля Лира» происходит из трёх источников: двух кварто — 1608 (Q1) и 1619 гг. (Q2) — и версии Первого инфолио 1623 года (F1). В Q1 содержится много ошибок и путаниц. Q2 основано на Q1, в нём были исправлены ошибки Q1 и допущены новые. Q2 послужило основой и для текста инфолио. Кварто и инфолио существенно отличаются друг от друга. В Q1 имеются 285 строк, отсутствующих в F1; в F1 имеются около ста строк, отсутствующих в Q1. Также не менее тысячи отдельных слов различаются между этими версиями, в каждой версии используется своя система пунктуации, и около половины стихов F1 в Q1 либо записаны прозой, либо иначе разбиты на строки. Первые редакторы, начиная с Александра Поупа, соединили два текста, создав современную версию, использующуюся и поныне. Соединённая версия основана на предположении, что различия версий возникли не из-за редакций автора, написавшего лишь одну оригинальную, ныне утраченную рукопись, а из-за наличия в кварто и инфолио различных искажений этого утраченного оригинала. В 2021 г. Данкан Салкелд подтвердил верность данного подхода, предположив, что Q1 набрано под диктовку, что привело к множественным опечаткам из-за набора на слух. Другие редакторы, например, Наттолл и Блум, предполагают, что Шекспир сам мог быть причастен к переделке отрывков пьесы для большего удобства исполнения и по другим причинам.
Ещё в 1931 г. Мадлен Доран предположила, что у обоих текстов совершенно разная история и что эти различия очень интересны. Это замечание широко не обсуждалось вплоть до конца 1970-х гг., когда Майкл Уоррен и Гэри Тейлор снова подняли вопрос о различиях, утверждая, что кварто могло быть напечатано из шекспировских черновиков, а инфолио — с суфлёрского экземпляра пьесы для постановки.
Собрание сочинений New Cambridge отдельно выпустило как Q, так и F; новейшее издание Pelican состоит как из кварто 1608 г., так и из инфолио 1623 г. и соединённой версии; издание New Arden Р. А. Фоукса даёт соединённую версию с указанием отрывков, присутствующих только в кварто или только в инфолио. И Энтони Наттолл из Оксфорда, и Гарольд Блум из Йеля присоединились к мнению, что Шекспир пересматривал трагедию не менее одного раза за свою жизнь. Блум считает, что в конце пересмотренного Шекспиром «Короля Лира» Эдгар с неохотой становится королём Британии, принимая свою судьбу скорее от безнадёжности. Наттолл считает, что Эдгар, как и сам Шекспир, узурпирует власть, манипулируя публикой и обманом доводя Глостера до гибели.

## Критика
«Короля Лира» очень много обсуждали на протяжении всех веков его постановок на сцене.

### Историческая и социологическая точка зрения
Всякому человеку нашего времени, если бы он не находился под внушением того, что драма эта есть верх совершенства, достаточно бы было прочесть ее до конца, если бы только у него достало на это терпения, чтобы убедиться в том, что это не только не верх совершенства, но очень плохое, неряшливо составленное произведение, которое если и могло быть для кого-нибудь интересно, для известной публики, в свое время, то среди нас не может вызывать ничего, кроме отвращения и скуки. ᐸ...ᐳ
В драме «Король Лир» действующие лица по внешности действительно поставлены в противоречие с окружающим миром и борются с ним. Но борьба их не вытекает из естественного хода событий и из характеров лиц, а совершенно произвольно устанавливается автором и потому не может производить на читателя той иллюзии, которая составляет главное условие искусства. Лиру нет никакой надобности и повода отрекаться от власти. И также нет никакого основания, прожив всю жизнь с дочерьми, верить речам старших и не верить правдивой речи младшей; а между тем на этом построена вся трагичность его положения.
Так же неестественна второстепенная и точно такая же завязка: отношений Глостера с своими сыновьями. Положение Глостера и Эдгара вытекает из того, что Глостер точно так же, как и Лир, сразу верит самому грубому обману и даже не пытается спросить обманутого сына, правда ли то, что на него возводится, а проклинает и изгоняет его. ᐸ...ᐳ
Второе то, что все лица как этой, так и всех других драм Шекспира живут, думают, говорят и поступают совершенно несоответственно времени и месту. Действие «Короля Лира» происходит за 800 лет до рождества Христова, а между тем действующие лица находятся в условиях, возможных только в средние века: в драме действуют короли, герцоги, войска, и незаконные дети, и джентльмены, и придворные, и доктора, и фермеры, и офицеры, и солдаты, и рыцари с забралами, и т. п. Может быть, такие анахронизмы, которыми полны все драмы Шекспира, не вредили возможности иллюзии в XVI и начале XVII века, но в наше время уже невозможно с интересом следить за ходом событий, которые знаешь, что не могли совершаться в тех условиях, которые с подробностью описывает автор.
В своём «Исследовании „Короля Лира“» (1949) Джон Ф. Данби утверждает, что «Король Лир» воплощает, среди прочего, современное ему понимание «Природы». Слова «природа», «извращение» и «чудовищно» встречаются в пьесе более 40 раз, отражая споры шекспировского времени о сущности природы; этот спор красной нитью проходит через пьесу и находит символическое выражение в изменении отношения Лира к грому. В пьесе контрастируют два взгляда на человеческую природу: взгляд партии Лира (Лир, Глостер, Олбени, Кент), выражающий философию Бэкона и Хукера, и взгляд партии Эдмунда (Эдмунд, Корнуол, Гонерилья, Регана), подобный взглядам, позднее сформулированным Гоббсом, хотя он ещё не начал свою философскую карьеру, когда «Король Лир» был впервые поставлен на сцене. Наряду с двумя взглядами на Природу, в пьесе представлены и два взгляда на Разум в речах Глостера и Эдмунда об астрологии. Разумность партии Эдмунда — одна из их черт, которую достаточно легко замечает современная публика. Но у этой партии холодная разумность доведена до максимума, где она становится безумием: безумие от разума, ироничное противопоставление состоянию Лира «Бессмыслица и смысл — / Всё вместе» и скрытой морали шута. Это предательство разума служит основой дальнейшему упору пьесы на чувства.
Две Природы и два Разума предполагают и наличие двух обществ. Эдмунд представляет собой Нового Человека века конкуренции, недоверия и славы в противовес старому обществу Средних веков с его верой в кооперацию, разумные приличия и уважение ко всему целому, а не к избранным частям. Таким образом, «Король Лир» — это аллегория. Старое общество со средневековым взглядом погибающего от старости короля совершает ошибку и оказывается под угрозой нового макиавеллизма; оно восстанавливается и оказывается спасено взглядом нового порядка, воплощённым в отвергнутой королём дочери. Корделия аллегорически означает три вещи: человека; этический принцип (любовь); и сообщество. Понимание Шекспиром Нового Человека настолько велико, что близко к симпатии. Эдмунд — последнее крупное выражение Шекспиром этой стороны ренессансного индивидуализма — энергии, раскрепощения, смелости, — которая внесла конструктивный вклад во всемирное наследие. Эдмунд воплощает нечто живительное, что должно упрочиться в финальной рекомбинации. Но он делает заявление об абсолютном господстве, чего Шекспир уже не поддерживает. Для человека допустимо чувствовать, как Эдмунд, что общество создано для человека, а не человек — для общества. Но недопустимо поддерживать таких людей, для каких Эдмунд требует превосходства.
В пьесе представлена альтернатива феодально-макиавеллистской биполярности, альтернатива, скрывающаяся в речи короля Французского, в молитвах Лира и Глостера и в фигуре Корделии. Пока не достигнуто общество благоденствия, люди должны использовать ролевую модель (хотя и с долей шекспировской иронии) Эдгара — эдакого доброго, стойкого, смелого и зрелого Макиавелли.

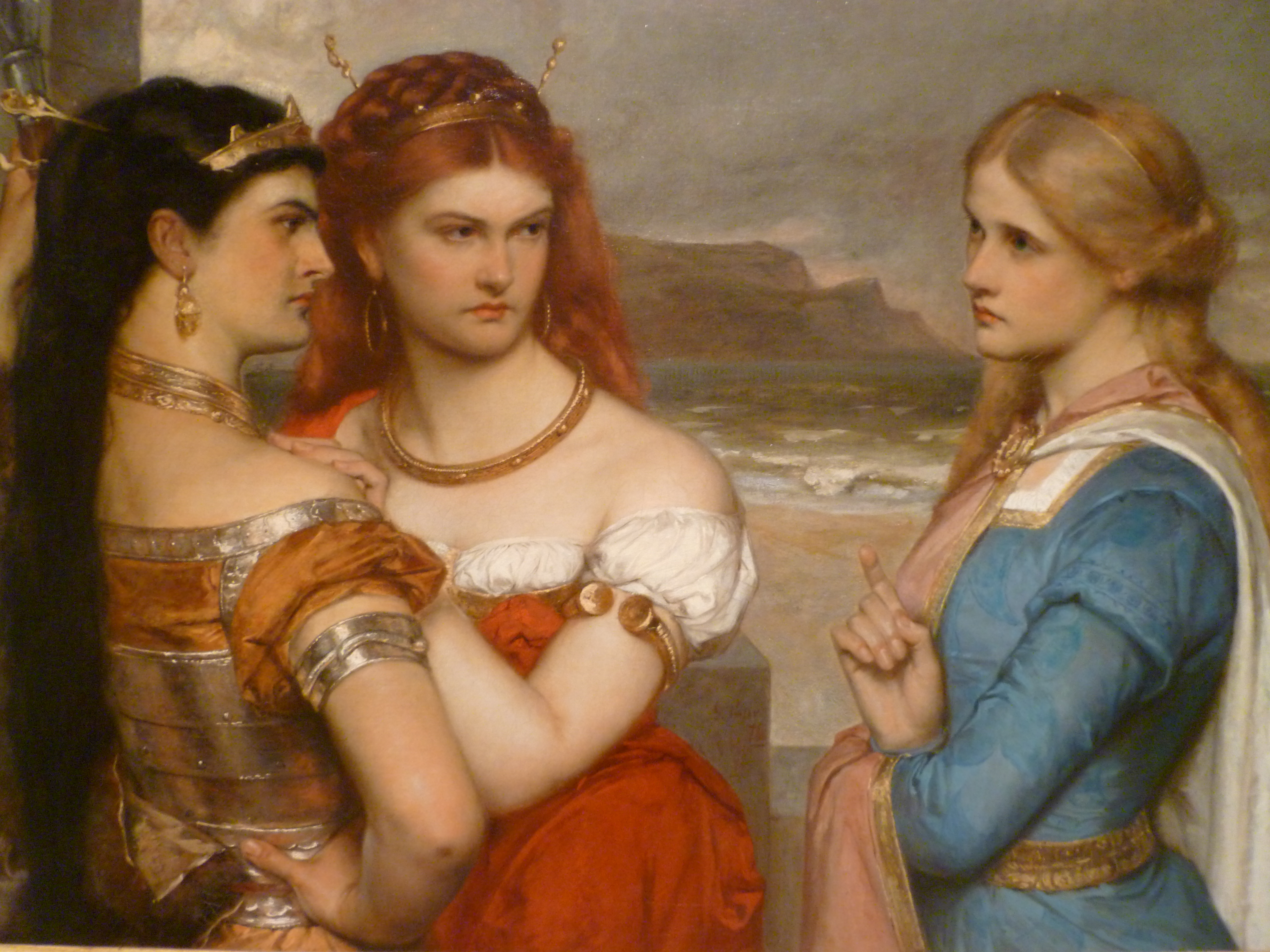
Три дочери короля Лира. Густав Поуп.

В пьесе также содержатся отсылки к спорам короля Якова I с парламентом. На выборах в Палату общин 1604 г. канцлер казначейства сэр Джон Фортескью проиграл представителю бакингемширского дворянства сэру Фрэнсису Гудвину. Недовольный этим Яков I объявил результаты выборов в Бакингемшире недействительными и привёл к присяге Фортескью в качестве депутата, тогда как Палата общин настаивала на приведении к присяге Гудвина, что привело к конфликту короля и парламента — кто имеет право решать относительно замещения должности депутата? Депутат Томас Уэнтуорт, сын другого депутата Питера Уэнтуорта, часто подвергавшегося арестам при Елизавете за поднятие вопроса о наследовании мест в Палате общин, был наиболее активен в противодействии Якову I, пытавшемуся ограничить власть Палаты общин. Томас Уэнтуорт заявлял, что король не может просто так взять и объявить результаты выборов недействительными, если ему не по нраву победивший кандидат. Персонаж Кента схож с Питером Уэнтуортом в его нетактичности и резкости в общении с Лиром; он прав, советуя Лиру быть осмотрительным со своими друзьями и советниками.
Подобно Палате общин, утверждавшей Якову I, что она присягала конституции Англии, а не лично королю, Кент утверждает о своей верности институту монархии, а не личности короля — о верности государству, главой которого является король, а не самому Лиру — и просит Лира вести себя лучше в интересах государства. Лир, напротив, подобно Якову I, утверждает, что он как король обладает абсолютной властью и может пренебрегать взглядами подданных, если они в какой бы то ни было момент придутся ему не по нраву. Персонажи шута, Кента и Корделии в пьесе в первую очередь верны институту государства и показаны в более выгодном свете, чем Регана и Гонерилья, утверждавшие о своей преданности лишь личности короля. Яков I был знаменит своим разгульным и распущенным образом жизни и приверженностью льстивым придворным, жаждавшим продвижения. Взгляды его двора близко напоминают нравы двора короля Лира, начинающего пьесу во главе разгульных и распущенных льстивых придворных. Кент критикует Освальда как недостойного своей должности, как добившегося её лестью, и советует Лиру быть верным тем, кто хочет говорить ему правду.
Кроме того, Яков I (Яков VI в Шотландии) унаследовал трон Англии после смерти Елизаветы I в 1603 г., объединив таким образом два королевства острова Великобритании в одно. Основной задачей в ходе его правления была легализация объединённой британской идентичности. Яков дал своим сыновьям Генри и Чарльзу титулы герцогов Корнуолла и Олбани — те же титулы носили мужья Реганы и Гонерильи. Пьеса начинается, когда Лир правит всей Британией, а заканчивается разрушением его государства; критик Эндрю Хэдфилд отмечает в этом отношении, что раздел Британии Лиром служит инверсией объединения Британии Яковом I, считавшим, что его политика сделает Великобританию эффективным и процветающим объединённым государством, которое он передаст своему наследнику. Хэдфилд считает, что эта пьеса воспринималась как предупреждение Якову I, так как в ней монарх теряет всё, поддавшись своим льстивым придворным, ищущим любую возможность использовать его, и пренебрегая при этом теми, кто истинно любил его. Хэдфилд добавляет, что общество двора Лира «незрело», а Лир представляет собой фигуру отца нации, требующего от всех подданных, а не только от своих детей, обращаться с ним патриархально, но это ещё более делает общество ребяческим. Яков I именно так выразился в своей книге 1598 г. «Правда свободных монархий»: король — это «отец нации», которому все подданные приходятся детьми.

### Психоаналитическая и психосоциальная точки зрения
«Король Лир» служил основой для первого психоанализа персонажей в английской литературной истории. Пьеса начинается с проявления Лиром откровенного нарциссизма.
Учитывая отсутствие материнских персонажей в «Короле Лире», Коппелия Кан даёт психоаналитическую интерпретацию «материнского подтекста», обнаруженного в пьесе. Она полагает, что преклонный возраст Лира заставляет его деградировать в детское состояние, в котором он ищет любви, обычно отыскиваемой в заботливой женщине, но ввиду отсутствия настоящей матери фигурами матери становятся его дочери. Состязание в любви между Гонерильей, Реганой и Корделией служит обязывающим соглашением: его дочери получат наследство лишь при условии заботы об отце, а особенно со стороны Корделии, на «добрую заботу» которой он очень надеется.
Отказ Корделии посвятить себя своему отцу и любить его больше, чем как просто отца, некоторыми воспринимается как отказ от инцеста, но Кан возвращается к образу отвергающей матери. Родительско-детские роли поменялись, и безумие Лира — это скорее ребяческая истерика из-за лишения его родительской ласки. Даже когда Лир и Корделия вместе находятся в плену, его безумие не проходит, так как он видит тюрьму в качестве детских яслей, где Корделия находится только для него. Лишь со смертью Корделии его фантазии о дочке-матери окончательно развеиваются, и «Король Лир» завершается смертью всех женских персонажей.

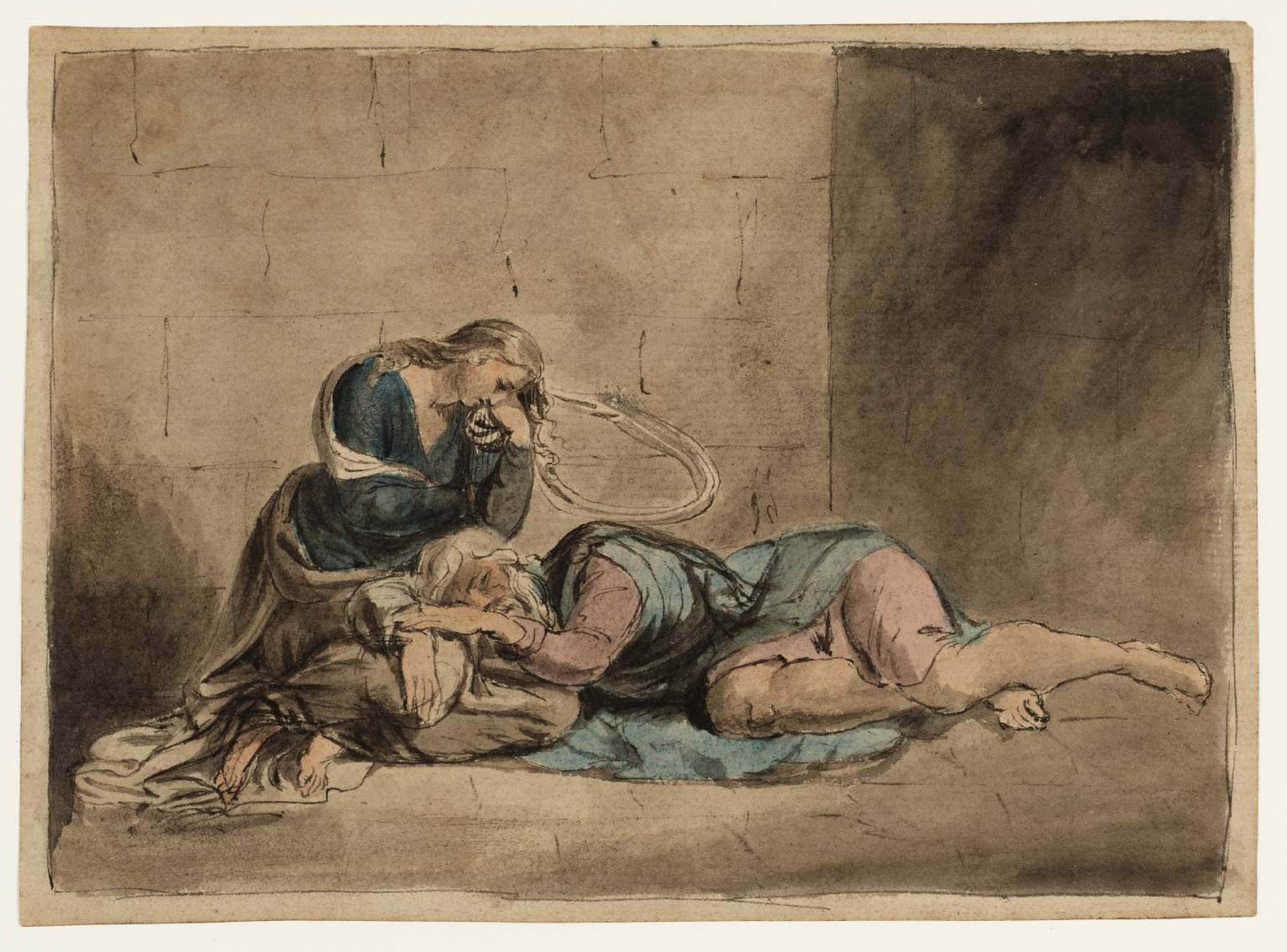
Лир и Корделия в тюрьме. Уильям Блейк, около 1779.

Зигмунд Фрейд утверждал, что Корделия символизирует Смерть. Таким образом, в начале пьесы, когда Лир отвергает свою дочь, это можно прочесть как отвержение смерти; Лир не хочет принять конечность своего существа. Трогательная финальная сцена пьесы, когда Лир выносит тело любимой Корделии, для Фрейда имела высокую значимость. В ней Корделия заставляет его убедиться в своей конечности, или, по Фрейду, «сжиться с неизбежностью умирания». Шекспир придавал особенное значение смерти Корделии, и из всех авторов версий легенды о Лире «убивает» её лишь он (в версии Наума Тейта она продолжает счастливую жизнь, а у Холиншеда восстанавливает своего отца на троне и наследует корону).
Анализ по теории Адлера, наоборот, предполагает, что состязание дочерей короля в Акте первом более связано с его контролем над пока незамужней Корделией.
Гарольд Блум в своём исследовании образа Эдмунда называет его «самым оригинальным шекспировским персонажем». «Как отметил Хэзлитт, Эдмунд не уличён в лицемерии Гонерильи и Реганы: его макиавеллизм абсолютно чист и не имеет Эдиповых мотивов. Фрейдова теория семейной романтики просто не применима к Эдмунду. Яго в «Отелло» свободен выбирать новый путь каждую минуту, но у него есть и сильные, пусть и отрицательные, порывы чувств. У Эдмунда же нет никаких порывов чувств: он никогда не любил и никогда не полюбит».
Трагедия непонимания Лиром последствий его запросов и действий часто сравнивается с трагедией избалованного ребёнка, но ещё важно и то, что его поведение равновероятно и у родителей, так и не привыкших к тому, что их дети выросли.

## Переводы на русский язык
Существует несколько переводов пьесы на русский язык. Известными являются переводы:
- Николая Гнедича, перевод-переделка под назв. «Леар» по франц. переработке Жан-Франсуа Дюси (СПб, 1808);
- Александра Дружинина (СПб, 1857);
- Сергея Юрьева (М., 1882);
- Михаила Кузмина (начало XX в.);
- Татьяны Щепкиной-Куперник (М.-Л., 1937);
- Бориса Пастернака (М., 1949; Шекспир У. Полное собрание соч. / под общей ред. А. Смирнова и А. Аникста. Т. 6. — М., 1960);
- Осии Сороки (М.: Common place, 2022; выполнен в начале 1980-х годов).
- Григория Кружкова (М., 2013; готовился с конца 2000 г.).

## Театральные постановки

### Первая постановка
Первое известное нам представление трагедии датируется 26 декабря 1606 г. В спектакле были заняты актёры Ричард Бёрбедж (Лир), Джон Лоуин (Глостер), Генри Кондел (Эдгар), Джон Хеминг (Кент), Уильям Слай (Эдмунд), Роберт Армин (Шут), Ричард Каули (Освальд), Александр Кук (Корнуол), Семюэл Гилберн (Король Французский) и мальчики Д. Уилсон (Гонерилья), Д. Эдманс (Регана), Д. Сандо (Корделия).

### Постановки в Великобритании
- 2007 год — Королевская шекспировская компания, режиссёр Тревор Нанн. Лир — Иэн Маккеллен, Корделия — Ромола Гарай.[11]
- 2010 год — театр Donmar Warehouse, режиссёр Майкл Грандадж. Лир — Дерек Джекоби.[12]
- 2012 год — «Алмейда», режиссёр Майкл Аттенборо. Лир — Джонатан Прайс, Корделия — Фиби Фокс.[13]
- 2014 год — Королевский национальный театр, режиссёр Сэм Мендес. Лир — Саймон Рассел Бил, Гонерил — Кейт Флитвуд, Регана — Анна Максвелл Мартин, Шут — Эдриан Скарборо.[14]
- 2017—2018 годы — Чичестерский фестивальный театр и Театр герцога Йоркского (Лондон), режиссёр — Джонатан Манби. Лир — Иэн Маккеллен, Кент — Шинейд Кьюсак, Шут — Фил Дэниелс (Чичестер), Эдгар — Люк Томпсон.[15]

### Известные постановки в России
- 28 ноября 1807 года впервые в России, в Петербурге (перевод-переделка Н. И. Гнедича пьесы с французского языка, ставшей, в свою очередь, переводом-переделкой шекспировской пьесы Дюси под названием «Леар» (в гл. роли — Шушерин).
- 26 января 1838— Александринский театр; перевод, близкий к оригиналу В. А. Каратыгина, он же исполнитель роли Лира.
- 4 января 1839— впервые в Москве; тот же перевод В. А. Каратыгина; Лир — П. Мочалов.
- Александринский театр (в новом переводе А. В. Дружинина): (1864; 1870, Лир — В. Самойлов; 1899).
- Малый театр, перевод А. В. Дружинина (1851, Лир — П. Садовский; 1859, Лир — Полтавцев; 1895, Лир — Горев)
- 1876 — Московский артистический кружок (Лир — Чарский).

Постановки на провинциальных сценах: в театрах Казани, Киева, Красноярска, Нижнего Новгорода, Одессы, Самары, Саратова, Ревеля, Тифлиса, Харькова, Ярославля и др. в антрепризах Н. И. Иванова, М. И. Каширина, П. М. Медведева, Л. Ю. Млотковского, Н. И. Новикова, Н. Н. Синельникова, Н. И. Собольщикова-Самарина и др.
Среди исполнителей роли Лира на провинциальной сцене: О. Абелян, П. Адамян (на арм. яз.); М. Т. Иванов-Козельский, Д. М. Карамазов, Н. К. Милославский, Н. П. Россов, Н. X. Рыбаков, П. В. Самойлов; К. Т. Соленик (на укр. яз.) и др.
В 1861 М. А. Балакирев написал музыку к трагедии «Король Лир».
- 1920 — Петроградский Большой драматический театр, режиссёр Андрей Лаврентьев, художник Мстислав Добужинский; Лир — Юрий Юрьев.
- 1923 — Первая студия МХТ (режиссёр Борис Сушкевич; Лир — Илларион Певцов).
- 1927 — Вятский театр.
- 1935 — Государственный еврейский театр (ГОСЕТ); режиссёр Сергей Радлов, художник Александр Тышлер; Лир — Соломон Михоэлс, шут — Вениамин Зускин.
- 1940 — Саратовский театр драмы Режиссёр — В. А. Дарвишев, художник — Е. К. Шаблиовский[16]
- 1941 — Ленинградский Большой драматический театр; режиссёр Григорий Козинцев, художник Натан Альтман; Лир — Василий Софронов.
- 1941 — Театр им. Азизбекова (реж. Грипич; Лир — Алескер Алекперов, Сигди Рухулла)
- 1945 и 1956 — Театр им. Камала (реж. Валериан Бебутов; Лир — Халил Абжалилов)
- Рижский театр (1954, режиссёр Сергей Радлов; Лир — Юрий Юровский).
- 1958 — Театр имени Моссовета (режиссёр Ирина Анисимова-Вульф, худ. Андрей Гончаров; Лир — Николай Мордвинов)
- 1959 — Национальный академический драматический театр имени Ивана Франко (Киев) (Лир — Марьян Крушельницкий)
- 1972 — Пикколо ди Милано
- 1979 — Малый театр, постановка Леонида Хейфеца (Король Лир — Михаил Царёв, Корделия — Евгения Глушенко)
- 1997 — Национальный академический драматический театр имени Ивана Франко (Киев), постановка Сергея Данченко (Лир — Богдан Ступка)
- 1997 — Саха академический театр имени П. А. Ойунского (Якутск), постановка — Борисов, Андрей Саввич (Лир — Степанов, Ефим Николаевич)
- 2006 — Российский государственный театр «Сатирикон» им. А. Райкина, постановка Юрия Бутусова (Лир — Константин Райкин)[17]
- 2006 — Академический Малый Драматический театр — Театр Европы, постановка Льва Додина
- около 2006 — Театр имени Моссовета. Режиссёр-постановщик Павел Хомский. Лир — Михаил Козаков. Спектакль поставлен в современных костюмах.
- 2008 — Коляда-театр (Екатеринбург)[18]
- 2009 — Пермский государственный театр кукол (Пермь)[19]
- 2010 — Харьковский государственный академический театр кукол им. В. А. Афанасьева (режиссёр Оксана Дмитриева, худ. Наталья Денисова; Лир — Алексей Рубинский)
- 2011 — Брестский областной театр кукол[20]
- 2016 — Театр-студия Грань; режиссура и сценография — Денис Бокурадзе, художник по костюмам — Елена Соловьёва; в ролях — Даниил Богомолов, Юлия Бокурадзе, Любовь Тювилина, Екатерина Кажаева, Сергей Поздняков, Кирилл Стерликов, Василий Яров.[21] Лауреат ХХIV Национальной театральной Премии «Золотая Маска» в номинации Драма/Работа художника по костюмам в 2018 г.[22]
- 2021 — Театр им.Вахтангова; постановка Юрия Бутусова (Король Лир — Артур Иванов, Корделия и Шут — Евгения Крегжде) [23]

## Экранизации
- 1909 — «Король Лир[итал.]» Великобритания, режиссёр Джеймс Стюарт Блэктон, Уилья Рэноус, в главной роли Уильям Рэноус, Корделия — Джулия Суэн Гордон
- 1910 — «Король Лир» / Re Lear Италия режиссёр Джероламо Ло Савьо[итал.]. В главной роли Эрмете Новелли. Корделия — Франческа Бертини
- 1910 — «Король Лир[итал.]» Италия, реж.: Джузеппе де Лигоро[итал.]. В главной роли Джузеппе де Лигоро
- 1916 — «Король Лир[англ.]» США, режиссёр Эрнест С. Варде[англ.]. В главной роли Фредерик Варде[англ.], Корделия — Лоррейн Хьюлинг[англ.]
- 1948 — «Король Лир», Великобритания, телефильм, режиссёр Ройстон Морли[англ.]. В главной роли Уильям Дэвлин[англ.], Корделия — Урсула Хауэллс[англ.]
- 1949 — «История Гунасандари[англ.]», Индия (телугу), режиссёр К. В. Редди[англ.]
- 1953 — «Король Лир[англ.]» (США) (эпизод из телесериала Омнибус[англ.], (адаптация Питера Брука) режиссёр Эндрю Маккалоу, в главной роли — Орсон Уэллс (дебют на ТВ), Корделия — Наташа Пэрри, Гонерилья — Беатрис Стрейт
- 1964 — Король Лир, Испания (эпизод сериала «Большой театр» / Gran teatro
- 1965 — «Король Лир[фр.]» / Le roi Lear, Франция (ТВ), режиссёр Жан Кершброн[фр.]. В главной роли: Мишель Эчеверри[фр.], Корделия — Палома Матта[фр.]
- 1967 — «Король Лир» / König Lear, ФРГ, (ТВ), режиссёр Ульрих Эрфурт[нем.]. В главной роли Эвальд Бальзер[нем.], Корделия — Эвелин Болсер[нем.], Гонерилья — Хильде Вайсснер[нем.]
- 1967 — «Король Лир» (ТВ), Испания (эпизод телесериала Вечный театр[исп.] / El Rey Lear, режиссёр Рикардо Люсия. В главной роли Мануэль Дисента[исп.]
- 1969 — «Король Лир» / Koning Lear, Бельгия (ТВ), режиссёр Вальтер Тилеманс[нидерл.]. В главной роли Люк Филипс[нидерл.], Корделия — Дениза Циммерман[нидерл.]
- 1970 — «Король Лир» — реж.: Григорий Козинцев. В главной роли Юри Ярвет.
- 1971 — «Король Лир[англ.]», Великобритания, Дания — реж.: Питер Брук. В главной роли Пол Скофилд, Айрини Уорт — Гонерилья
- 1974 — Король Лир (США) (сериал «Великие представления»), (Нью-Йоркский шекспировский фестиваль) режиссёр Эдвин Шерин[англ.]. В главной роли — Джеймс Джонс, Корделия —  Ли Чамберлен[англ.], Гонерилья —  Розалинд Кэш[англ.]
- 1974 — Король Лир (телесериал) (Великобритания), режиссёр Тони Давеналл. В главной роли — Патрик Мэги, Корделия — Венди Элнатт[нидерл.]
- 1975 — «Король Лир» (ТВ), Великобритания, режиссёр Джонатан Миллер. В главной роли Майкл Хордерн, Регана — Пенелопа Уилтон. Эпизод телесериала Пьеса месяца[англ.]
- 1976 — «Король Лир» (ТВ), Великобритания, режиссёр Стив Рамбелоу[англ.]. В главной роли Крис Оваче
- 1979 — «Король Лир» / Lear király (ТВ), Венгрия, режиссёр Ласло Вамош. В главной роли Ференц Бешшеньеи[венг.]
- 1979 — «Король Лир» / Re Lear, Италия (ТВ), режиссёр Карло Баттистони. В главной роли Тино Карраро[англ.], Корделия — Оттавия Пикколо
- 1981 — «Король Лир[фр.]» (ТВ) Франция, режиссёр Жан-Мари Колдефи[фр.]. В главной роли — Филипп Морье-Жену[фр.], Корделия — Катерин Ружлен
- 1982 — «Король Лир» (ТВ), Великобритания, США режиссёр Джонатан Миллер. В главной роли — Майкл Хордерн, Бренда Блетин — Корделия, Пенелопа Уилтон — Регана, Джиллиан Барж[англ.] — Гонерилья (BBC Television Shakespeare[англ.])
- 1982 — Трагедия короля Лира / The Tragedy of King Lear, США, режиссёр Алан Кук. В главной роли Майк Келлин[англ.], Китти Уинн — Корделия, Гела Нэш[англ.] — Гонерилья, Чарльз Эйдмен[англ.] — герцог Глостер
- 1982 — «Король Лир» (ТВ) СССР, режиссёры: Леонид Хейфец, Владимир Семаков. В главгой роли — Михаил Царёв, Корделия — Евгения Глушенко, Гонерилья — Муза Седова, Регана — Лидия Юдина (телеспектакль артистов Малого театра)
- 1982 — «Король Лир» / William Shakespare — Kral Lear, Турция (ТВ), режиссёр Окан Уисалер[тур.]. В главной роли Кунейт Гёкчер[тур.]
- 1983 — «Король Лир» — режиссёр Майкл Эллиотт[англ.]. В главной роли Лоренс Оливье.
- 1985 — «Король Лир» / Kong Lear Норвегия (сериал), режиссёр Пер Бронкен[норв.]. В главной роли Кнут Вигерт[норв.]
- 1985 — «Ран» — реж.: Акира Куросава. В главной роли Тацуя Накадай
- 1987 — «Король Лир» — реж.: Жан-Люк Годар.(США, Багамы, Франция, Швейцария)
- 1987 — «Король Лир» (фильм-спектакль) (СССР) — реж. Роберт Стуруа. В главной роли Рамаз Чхиквадзе.
- 1992 — «Король Лир» / König Lear (ТВ) Германия. В главной роли Рольф Бойсен[нем.], граф Глостер — Томас Хольцман
- 1996 —  «Король Лир» / Kralj Lir (ТВ), Югославия, режиссёры Петар Говедаревич, Звенко Симонович
- 1997 —   «Король Лир[швед.]» / Kung Lear (ТВ), Швеция, режиссёр Петер Оскарсон[швед.]. В главной роли Кеве Эльм[швед.], Корделия — Тильда Бьорфорс[швед.]
- 1997 —   «Тысяча акров[англ.]» / A Thousand Acres , США, режиссёр Джослин Мурхаус (фильм снят по одноимённому роману Джейн Смайли, который сам по себе является переработкой пьесы Шекспира)
- 1997 —   «Цыганский закон[англ.]» /  Romani kris, Германия, Венгрия, Болгария, режиссёр Бенце Дьёндьёшши (современная адаптация пьесы)
- 1998 —  «Король Лир» / King Lear (ТВ), Великобритания, эпизод телесериала Представление[англ.], а также американского телесериала Шедевры театра[англ.],  режиссёр Ричард Эйр. В главной роли Иэн Холм, Виктория Хэмилтон — Корделия, Аманда Редман — Регана
- 1998 —  «Король Лир» / Rei Lear, (ТВ), Португалия
- 1999 — «Король Лир[англ.]» / King Lear, Великобритания, режиссёры Брайан Блессид, Тони Ротерхэм[англ.]. В главной роли — Брайан Блессид, Корделия — Филлипа Пик[англ.]
- 2000 — «Король жив[англ.]» / The King Is Alive,  Дания / Швеция / Финляндия / Южная Африка / Норвегия / США, режиссёр Кристиан Левринг[англ.]
- 2001 — «Моё королевство[англ.]» / My Kingdom, Италия, Великобритания, режиссёр Дон Бойд[англ.] (современная адаптация пьесы)
- 2002 — «Король Техаса[англ.]» / King of Texas, США, Мексика, режиссёр Ули Эдель. В главной роли Джона Лира Патрик Стюарт
- 2003 — «Второе поколение[англ.]», Великобритания, режиссёр Джон Сен[англ.]
- 2005 — Король Лир / El rey Lear (ТВ), Мексика, режиссёр Луис дела Идальго.
- 2007 — Король Лир / Le roi Lear, Франция, ТВ, режиссёр Дон Кент[фр.], в главной роли Мишель Пикколи, Корделия — Жюли-Мари Парментье[англ.]
- 2008 — «Король Лир[англ.]», Великобритания — реж.: Тревор Нанн. В главной роли Иэн Маккеллен.
- 2008 — «Король Лир» / König Lear, ТВ, Германия, Австрия (Бургтеатр, Вена), режиссёр Люк Бонди, В главной роли Герт Фосс[нем.]
- 2011 — «Король Лир» , Великобритания, Национальный театр в прямом эфире / National Theatre Live: King Lear , режиссёры Майкл Грандадж, Робин Лок.В главной роли — Дерек Джекоби, Корделия — Пиппа Беннетт-Уорнер[англ.], Гонерилья — Джина Макки, Эдмунд — Алек Ньюман, Эдгар — Гвилим Ли
- 2014 — «Король Лир» , Великобритания, Национальный театр в прямом эфире / National Theatre Live: King Lear, режиссёры Сэм Мендес, Робин Лок. В главной роли: Саймон Расселл Бил, Корделия — Оливия Виналл, Регана — Анна Максвелл Мартин, Гонерилья — Кейт Флитвуд, Эдгар — Том Брук, шут — Эдриан Скарборо
- 2014 — «Король Лир», Россия, режиссёр Александр Негреба. В главной роли Виктор Ротин, Корделия — Татьяна Корецкаяликобритания (ТВ), режиссёр
- 2015 — «Король Лир[англ.]» / König Lear, Канада Стратфордский фестиваль, режиссёр Энтони Чимолино[англ.]. В главной роли Колм Фиори. Регана — Лииса Репо-Мартелл[англ.], шут — Стивен Уйметт[англ.], Эдгар — Эван Булиунг[англ.]
- 2015 — «Король Лир» / Le roi Lear, Франция, ТВ. В главной роли Филип Жерар
- 2016 — «Король Лир» , Великобритания, Королевский биржевой театр, Манчестер (видео). Режиссёр Майкл Буффонг[англ.] В главной роли —  Дон Уоррингтон[англ.]. В ролях: ]Альфред Энох — Эдгар, Милтос Еролиму[англ.] — шут
- 2016 — «Король Лир» , Великобритания, Королевская шекспировская компания, режиссёр Грегори Доран[англ.]. В главной роли Энтони Шер
- 2016 — «Король Лир», Россия, режиссёр Руслан Сорокин
- 2017 — «Король Лир», Великобритания, Театр «Глобус» в прямом эфире, режиссёр Нэнси Меклер[англ.]. В главной роли Кевин Макнелли. Анджана Васан — Корделия, Эмили Бруни[англ.] — Гонерилья
- 2017 — «Король Лир», режиссёр Александр Барнетт, В главной роли Александр Барнетт
- 2017 — «Трагедия короля Лира» / The Tragedy of King Lear, Великобритания, режиссёр Стивен Аморае. В главной роли Крис Лайнс
- 2018 — «Король Лир», Великобритания, США — реж.: Ричард Эйр.  В главной роли Энтони Хопкинс.
- 2018 — «Король Лир», Великобритания, режиссёр Стивен Аморае В главной роли Крис Лайнс
- 2018 — «Король Лир» , Великобритания, Национальный театр в прямом эфире / National Theatre Liгиббонve: King Lear, режиссёры Джонатан Манби, Росс Макгиббон[англ.]. В главной роли Иэн Маккеллен. Шинейд Кьюсак — Кент
- 2018 — «Тень Лира» / Lear's Shadow, США, режиссёр Брайан Элердинг